# 马瑙斯-爱德华多·戈梅斯国际机场
马瑙斯-爱德华多·戈梅斯国际机场（葡萄牙語：Aeroporto Internacional Eduardo Gomes - Manaus）是巴西亚马孙州首府马瑙斯的国际机场，以该国已故航空部长爱德华多·戈梅斯命名。